# Monologo interiore
Il monologo interiore è una tecnica narrativa costituita da un discorso introspettivo che il personaggio fa, appunto, tra sé e sé (discorso diretto). Può avere la forma di un dialogo, nel quale l'io letterario si divide in due figure (come nel caso di Gollum in Il Signore degli Anelli). Per esempio come nell'Ulisse di James Joyce: "Un puntolino, un cane vivo, ingrandiva a vista d'occhio attraverso la distesa di sabbia. Signore mi si avventerà contro? Rispetta la sua libertà. Non sarai padrone degli altri o loro schiavo. Ho il bastone. Rimani seduto [...]". 

 Il monologo interiore mira alla riproduzione del processo mentale dell'individuo e la tecnica usata rappresenta l'inespressa attività della mente. Il monologo interiore estremo (extreme interior monologue) è usato per rappresentare i sogni; il monologo interiore diretto (direct interior monologue) mescola le tre dimensioni temporali (passato, presente, futuro), non è interrotto da eventi esterni e ha uno stile di flusso libero. Nel monologo interiore indiretto (indirect interior monologue) il narratore può essere presente ed il tempo può estendersi all'infinito o contrarsi a un momento.
Il monologo interiore è caratterizzato da:
- Mancanza di un verbo introduttivo di comunicazione;
- Uso della prima persona e prevalenza dei tempi verbali presente e infinito;
- Comunicazione dei pensieri, dei personaggi senza un ordine logico (cfr. Flusso di coscienza)
- Espressioni tipiche del linguaggio parlato.